# Yuri Masuda
Yuri Masuda (jap. 益田 祐里 Masuda Yuri; ur. 22 lutego 1977 w prefekturze Kumamoto) lepiej znana jako yuri – japońska piosenkarka, najbardziej znana jako główna wokalistka japońskiego zespołu m.o.v.e.

## Życiorys
Yuri zadebiutowała w październiku 1997 roku z zespołem m.o.v.e, którego członkinią była przez 15 lat. Po ich rozpadzie w marcu 2013 roku wycofała się z życia publicznego, do którego powróciła w lipcu 2019 roku ze swoim solowym albumem Eternity.
W wydanym 25 sierpnia 2010 roku programie Vocaloid2 użyczyła swojego głosu Lily.

## Życie prywatne
11 listopada 2009 roku ogłosiła swój ślub i ciążę na swojej oficjalnej stronie internetowej. W marcu 2010 roku urodziła dziewczynkę.

## Dyskografia

### Albumy studyjne
| # | Tytuł    | Informacje                                                                                         | Uwagi                                         |
| - | -------- | -------------------------------------------------------------------------------------------------- | --------------------------------------------- |
| 1 | Eternity | - Wydany: 17 lipca 2019 - Wydawnictwo: HUITS, LLC. / EHI MUSICA - Format: CD, EP, digital download | CD (ilość ograniczona) EP (ilość ograniczona) |